# Saguinus imperator
El tití emperador (Saguinus imperator), también conocido como tamarino bigotudo, tití bigotudo o tamarino emperador, es una especie de primate platirrino de la familia Callitrichidae que vive en la Amazonia de Bolivia, Brasil y Perú. Debido a sus enormes bigotes blancos, recibe su nombre en honor al emperador alemán Guillermo II. [cita requerida]

## Descripción
El tití emperador alcanza una longitud de 23 a 26 cm, más una cola de 35 a 41,5 cm de largo, y un peso aproximado de 500 g.
El pelaje es gris en la parte dorsal, con pelos amarillos dispersos en la zona del cuarto trasero: en el pecho, sin embargo, el color del pelaje tiende a ser blanquecino, mientras que en la parte inferior del abdomen, la parte posterior de los muslos y la cola son rojizas. Alrededor de la cabeza puede haber una corona gris plateada, mientras que las partes desnudas del cuerpo (círculos alrededor de los ojos, manos, orejas, cola) son negruzcas. [cita requerida]
Por lo demás, estos animales tienen manos sin pulgares oponibles, a diferencia de muchas otras especies de primates; además, los dedos están provistos de uñas puntiagudas similares a garras, a excepción de las uñas de los pulgares, que son planas y agrandadas, similares a las uñas humanas. Durante mucho tiempo se pensó, considerando a los calitrícidos como formas ancestrales de los platirrinos, que estas garras eran simplemente una forma vestigial de las que poseían los primeros monos del Nuevo Mundo: investigaciones recientes, sin embargo, parecen refutar esta creencia, considerando a los monos que han desarrollado nuevos características [cita requerida] (incluidas, de hecho, garras) como una adaptación al nuevo entorno, en lugar de simios primitivos.

## Distribución y hábitat
El tití emperador está muy extendido en una vasta zona de bosque tropical amazónico que va desde el sureste de Perú hasta el noroeste de Brasil (estados de Acre y Amazonas), pasando por el norte de Bolivia. Coloniza zonas de bosque periódicamente inundado o tierra firme, es decir, con fondos secos, de forma indiferente: también se adapta bien a los bosques secundarios, es decir, bosques que han vuelto a crecer después de que el bosque original (primario) haya sido arrasado por algún motivo. [cita requerida]

## Comportamiento

### Ecología
Los titíes emperadores son animales activos exclusivamente durante las horas del día: con hábitos puramente arbóreos, se mueven rápidamente a cuatro patas, corriendo y saltando por el dosel del bosque. Viven en pequeños grupos compuestos de dos a ocho individuos: dentro del grupo, siempre manda una hembra dominante, flanqueada por varios individuos ordenados jerárquicamente según la edad y el sexo, y siempre hay al menos dos machos presentes.
En estado salvaje, es bastante común observar a estos animales en asociación con grupos de otras especies de tamarinos, en particular con los tamarinos de cabeza amarilla (Saguinus fuscicollis): los ejemplares de las dos especies pueden ocupar territorios perfectamente superpuestos, intercambiar vocalizaciones y coordinar sus movimientos. El motivo de estas asociaciones aún no está claro, pero se cree que ambas especies obtienen ventajas de esta convivencia en términos de recolección de alimento y protección de posibles depredadores, ya que más ojos equivalen a una mayor eficiencia a la hora de patrullar los territorios.

### Alimentación
Los titíes emperadores tienen una dieta basada principalmente en frutas e insectos (aunque también se alimentan de lagartos, ranas, caracoles y huevos de aves): gracias a su bajo peso, estos pequeños monos son capaces de alcanzar las ramas más delgadas, donde otras especies con una dieta similar, pero de mayor tamaño, no pueden llegar. Estos animales también suelen utilizar las incisiones que los titíes dejan en la corteza de los árboles para alimentarse de savia con el mismo fin, dado que sus dientes no presentan las adaptaciones a este tipo de alimentación que sí presentan las especies de titíes género Callithrix. [cita requerida]

### Reproducción

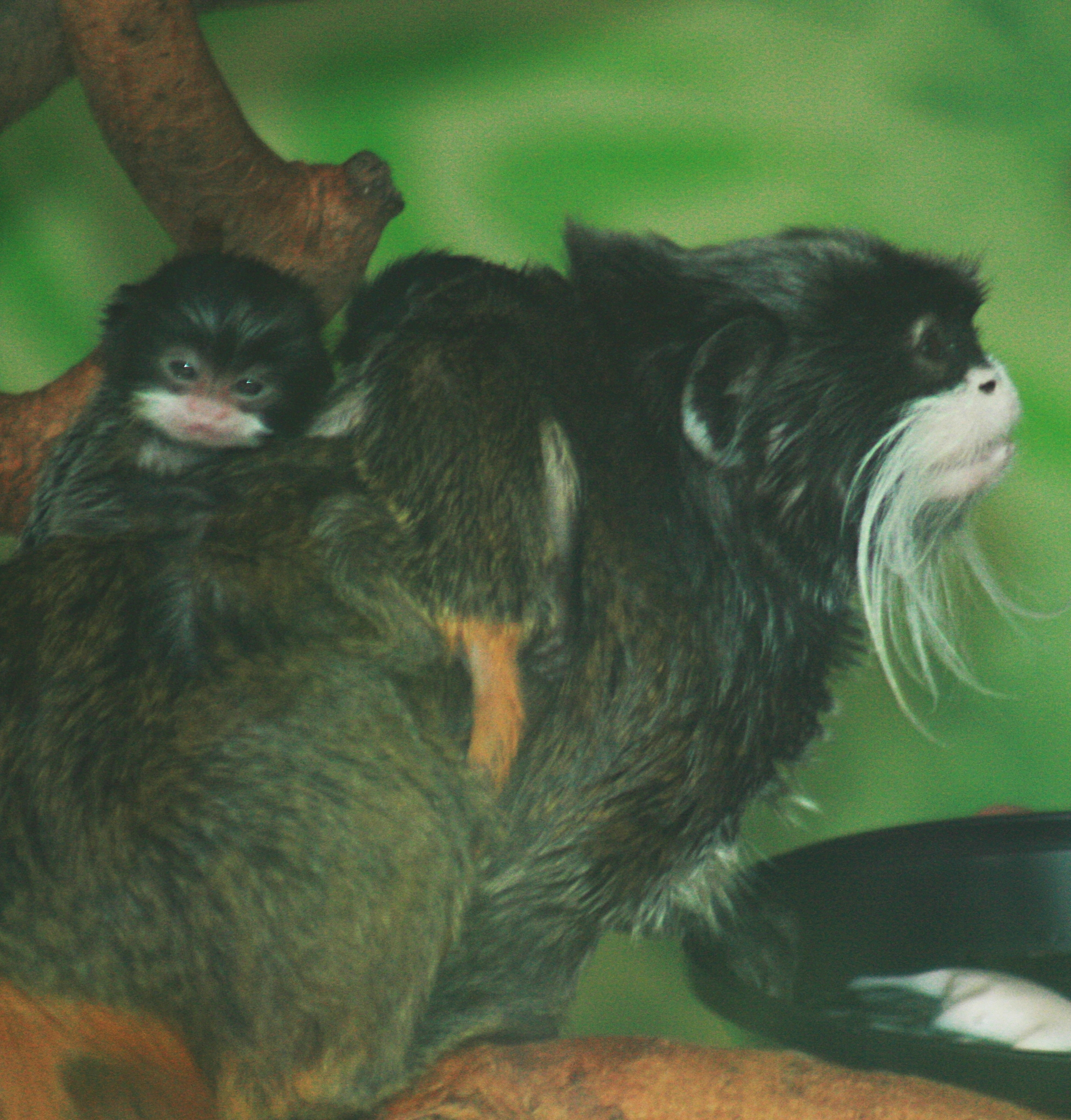
Tití emperador con dos crías.

En cada grupo hay por lo menos dos machos y una hembra se aparea con todos los machos del grupo. Se le ha visto en grupos integrados desde una pareja hasta cuarenta individuos, aunque casi siempre son de tres a quince de ellos. El período de gestación es de 140 a 150 días [cita requerida] y paren una o dos crías que dependen de la madre al menos tres semanas antes de adquirir independencia. Los machos ayudan en la crianza cargando las crías, que entregan a la madre media hora, cada tres horas, para la lactancia.

## Subespecies
Existen dos subespecies, que se diferencian en que la subespecie nominal no tiene barba:
- Saguinus imperator imperator
- Saguinus imperator subnigrescens

## Amenazas y conservación
Los titíes emperador están catalogados por la Unión Internacional para la Conservación de la Naturaleza como especie bajo preocupación menor, y no hay esfuerzos de conservación dirigidos directamente a esta especie de primates. No obstante, las poblaciones de estos primates han disminuido debido a la deforestación, los incendios forestales y la implementación de la agricultura. [cita requerida] La fragmentación de los bosques se ha convertido en un gran problema para las especies de primates arbóreos en el Neotrópico: la fragmentación hace que se restrinja el área de distribución de los titíes, lo que provoca que las poblaciones queden aisladas. Los titíes emperador se encuentran en áreas protegidas en Perú en el parque nacional del Manu y en Bolivia en la reserva nacional de vida silvestre Amazónica Manuripi-Heath. No existen áreas protegidas que se superpongan con las poblaciones brasileñas del tití emperador. [cita requerida]